# کایل بارتلی
کایل بارتلی (انگلیسی: Kyle Bartley؛ زادهٔ ۲۲ مهٔ ۱۹۹۱) یک بازیکن فوتبال اهل بریتانیا است.